# Хоскинг, Софи
Софи Ханна Маргерит Хоскинг (англ. Sophie Hannah Marguerite Hosking; род. 25 января 1986, Эдинбург) — британская гребчиха, выступавшая за сборную Великобритании по академической гребле в период 2003—2012 годов. Чемпионка летних Олимпийских игр в Лондоне, обладательница серебряной и трёх бронзовых медалей чемпионатов мира, победительница и призёрка многих регат национального значения.

## Биография
Софи Хоскинг родилась 25 января 1986 года в Эдинбурге, Шотландия. Дочь известного британского гребца Дэвида Хоскинга, чемпиона мира 1980 года в лёгких восьмёрках.
Заниматься академической греблей начала в 1999 году, проходила подготовку в Лондонском гребном клубе в Путне.
Впервые заявила о себе в гребле на международной арене в 2003 году, выиграв серебряную медаль в распашных безрульных четвёрках на юниорском мировом первенстве в Афинах. Год спустя на аналогичных соревнованиях в Баньолесе заняла в той же дисциплине шестое место.
Первого серьёзного успеха на взрослом международном уровне добилась в сезоне 2006 года, когда вошла в основной состав британской национальной сборной и побывала на чемпионате мира в Итоне откуда привезла награду бронзового достоинства, выигранную в зачёте парных четвёрок лёгкого веса.
В 2007 году в лёгких парных четвёрках одержала победу на этапе Кубка мира в Линце и стала серебряной призёркой на мировом первенстве в Мюнхене, уступив на финише только команде из Австралии.
В 2008 году отметилась победой в лёгких парных четвёрках на этапе Кубка мира в Познани, при этом на чемпионате мира в Линце попасть в число призёров не смогла, показала в финале четвёртый результат.
На мировом первенстве 2009 года в Познани в лёгких парных двойках получила бронзу. Также в этом сезоне победила на двух этапах Кубка мира.
В 2010 году в парных двойках лёгкого веса была лучшей на этапе Кубка мира в Мюнхене, в то время как на чемпионате мира в Карапиро заняла пятое место.
В 2011 году в двойках выиграла этап Кубка мира в Мюнхене, взяла бронзу мировом первенстве в Бледе.
Благодаря череде удачных выступлений удостоилась права защищать честь страны на домашних летних Олимпийских играх 2012 года в Лондоне — вместе с напарницей Кэтрин Коупленд в решающем финальном заезде парных двоек лёгкого веса обошла всех своих соперниц, в том числе более чем на две секунды опередила ближайших преследовательниц из Китая, и тем самым завоевала золотую олимпийскую медаль. Вскоре по окончании этого сезона приняла решение завершить спортивную карьеру.
За выдающиеся спортивные достижения в 2013 году была награждена орденом Британской империи.